# Acantita

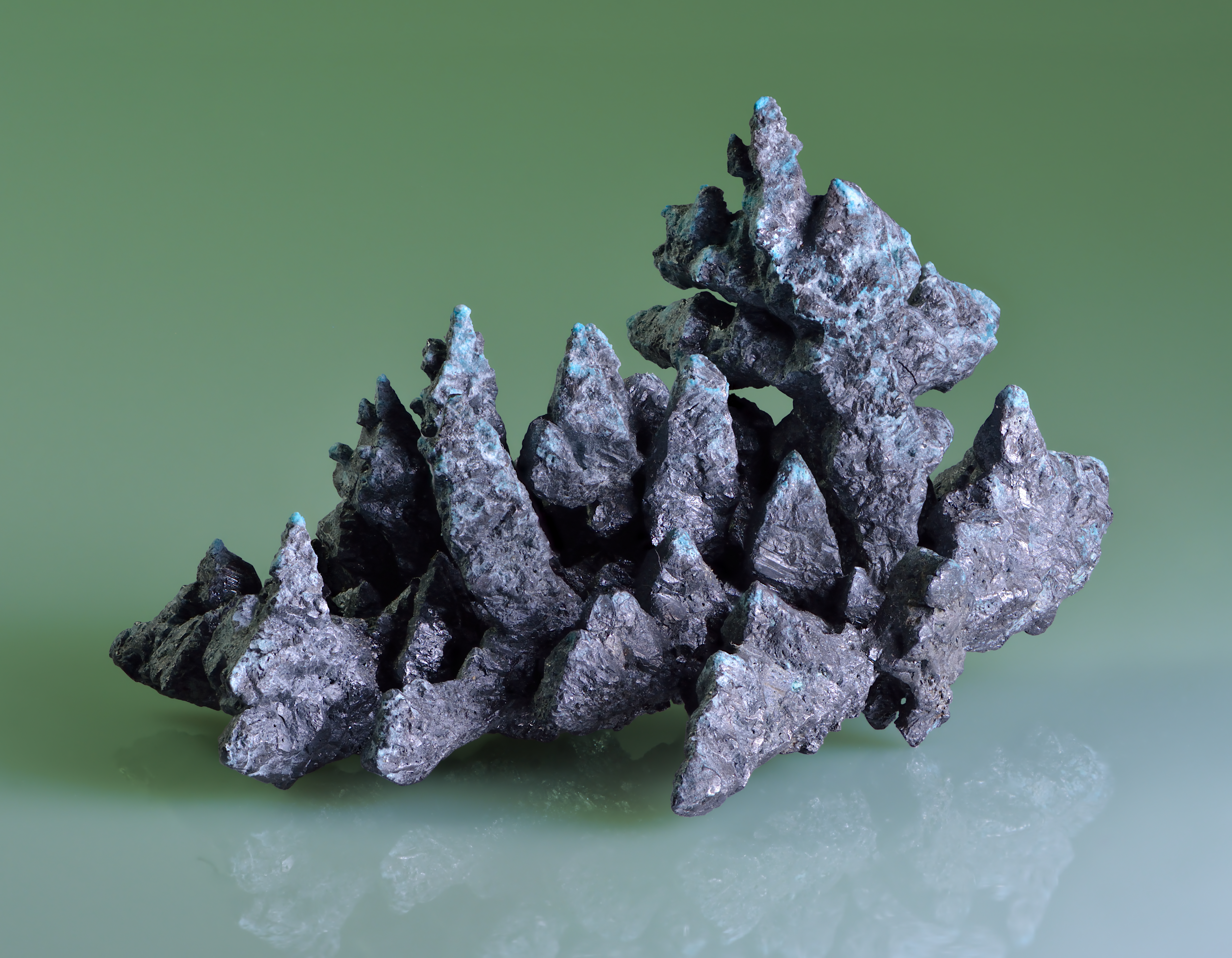
Acantita

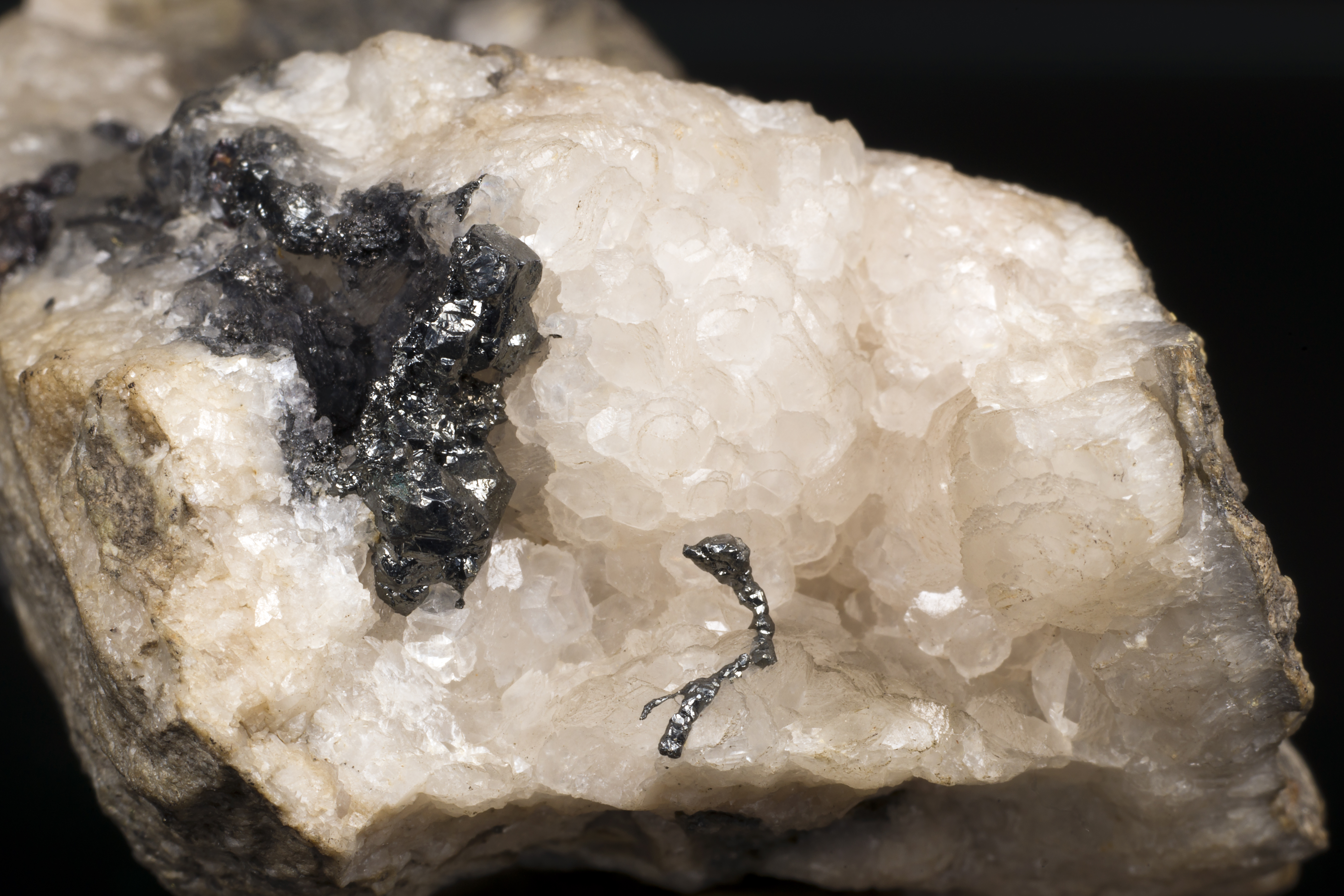
Acantita

Acantita ou acantite (do grego akanta, "flecha", "espinho") é um mineral de sulfeto de prata de baixa temperatura, monoclínico, fórmula Ag2S .  Quando puro apresenta  87.06 % de prata e 12.94 %  de enxofre. Foi descoberto em 1855. É uma importante fonte de obtenção da prata.
Os minerais acantita e argentita possuem a mesma composição química: sulfeto de prata. Sob pressão atmosférica a argentita é a forma estável a temperaturas superiores a 177 °C e a acantita é a forma estável a temperaturas inferiores a 177 °C. Na natureza ocorre freqüentemente associada à prata metálica e outros sulfetos.

## Característica principais
| - Sistema cristalino: Monoclínico - Hábito: Pseudo-cúbico, pseudo-octaédrico (pseudomorfo de Argentita) - Cor: Cinza-chumbo, cinza ou preto - Brilho: Metálico - Diafaneidade:Opaca | - Cor do traço: Preto brilhante - Clivagem: Pobre a indistinta - Fratura: Sub-conchoidal - dureza: 2 - 2,5. - Densidade: 7,2 - 7,4 g/cm3 |